# Plarangan
Plarangan is een bestuurslaag in het regentschap Kebumen van de provincie Midden-Java, Indonesië. Plarangan telt 4648 inwoners (volkstelling 2010).